# Casa parohială a bisericii românești din Porumbenii Mari

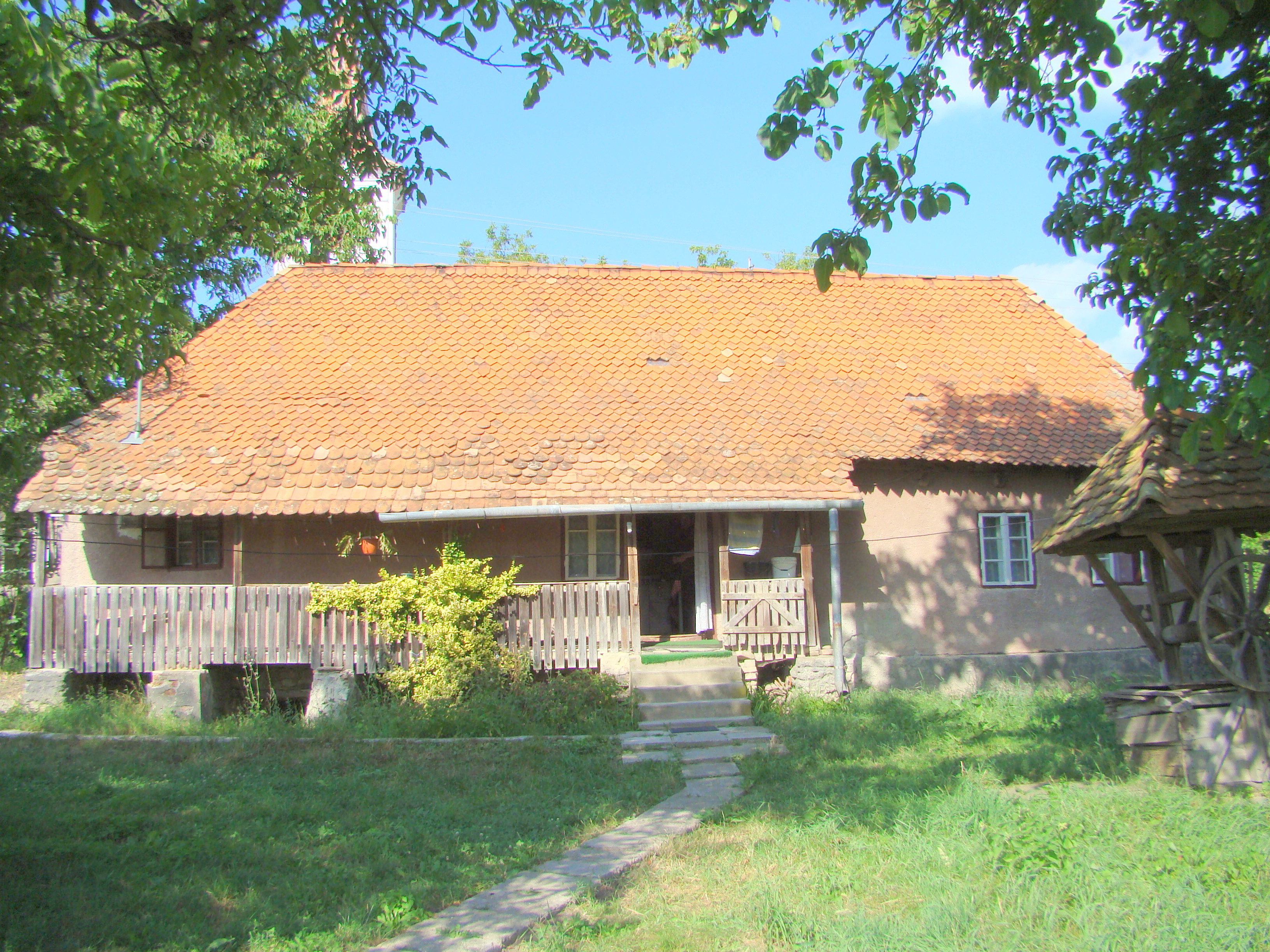
Casa parohială a bisericii românești din Porumbenii Mari, foto: august 2017.

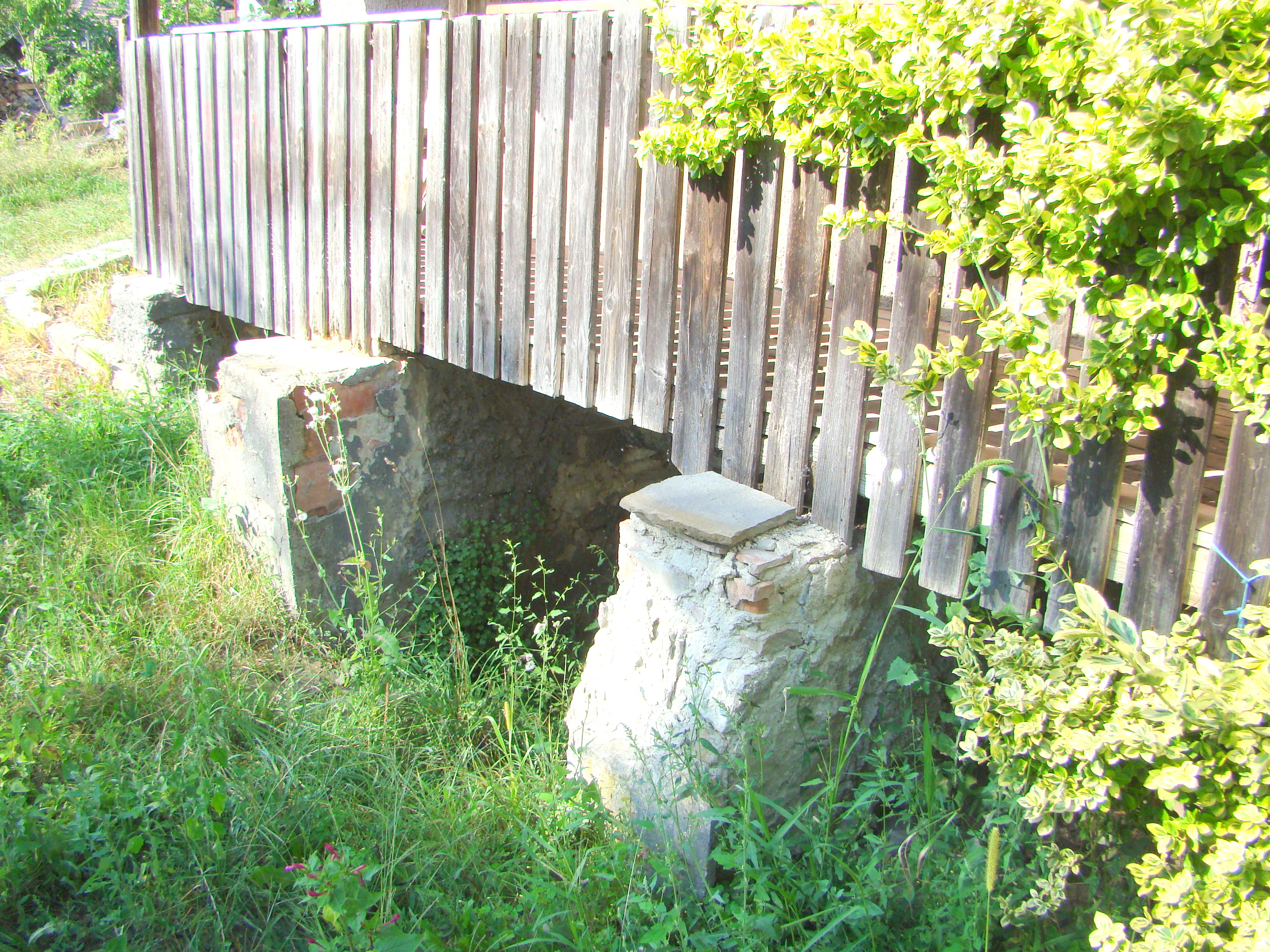
Târnaţul pe pilaştri de piatră

Casa parohială a bisericii românești este un monument istoric aflat pe teritoriul satului Porumbenii Mari, comuna Porumbeni.. Se află pe noua listă a monumentelor istorice sub codul LMI:  HR-II-m-B-12930.

## Istoric și trăsături
Datează de la începutul secolului al XVIII-lea și prezintă următoarea compartimentare: tindă deschisă, „casa mare” și casa mică (cu cămară). Pereții din bârne rotunde și pivniță semiîngropată sub „casa mare”, cu gârliciul marcat prin pilaștri de piatră, cuprinzând scara, de asemenea din lespezi de piatră, și sub acoperiș în două pante.
Tavanul din podini, cu întâlnirile marcate prin grinzi profilate, este suprapus pe bârne cu muchiile teșite, cu capetele alungite în afara pereților. Acoperișul este în patru pante, cu învelitoare din țiglă.

## Imagini

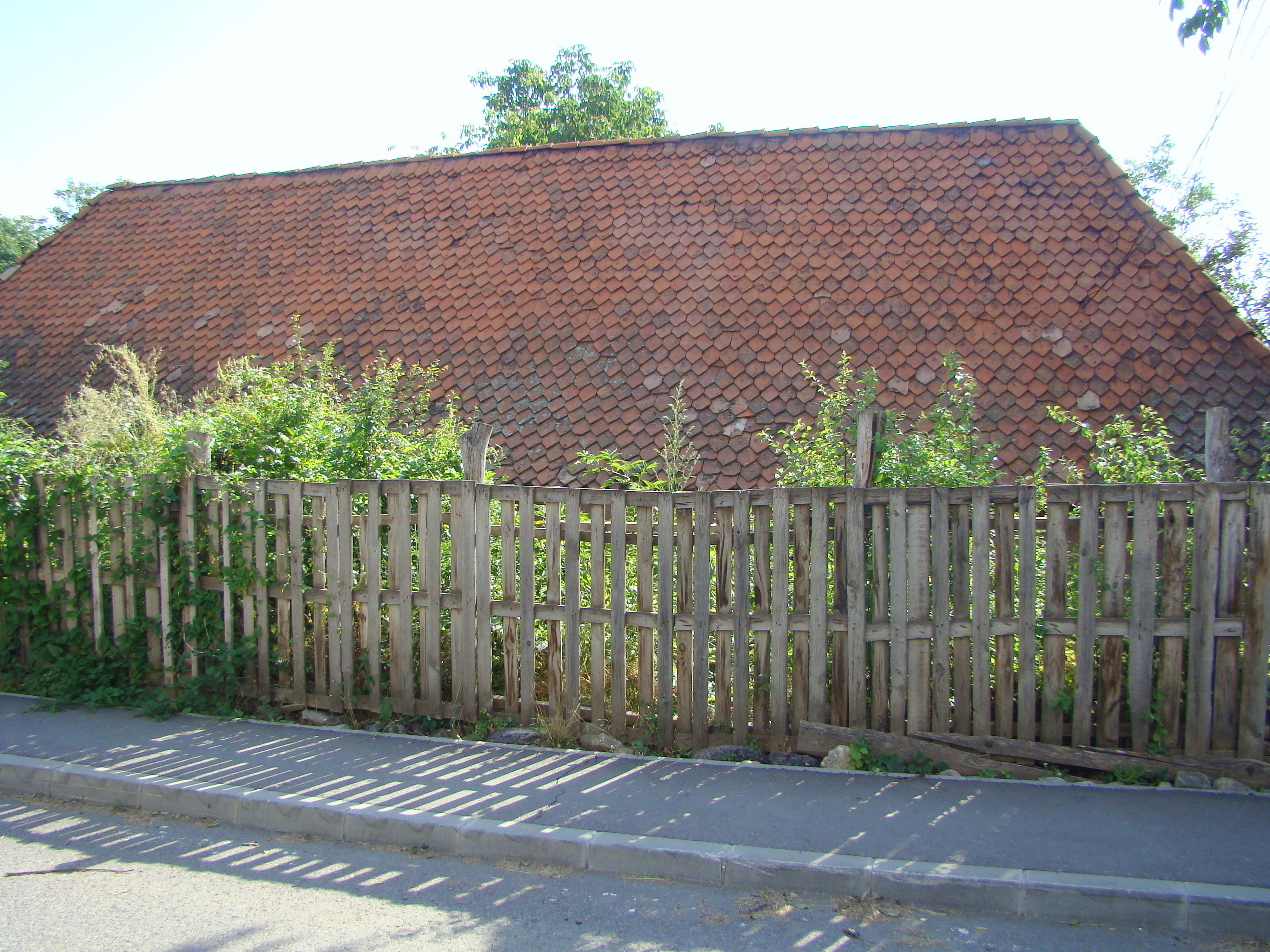
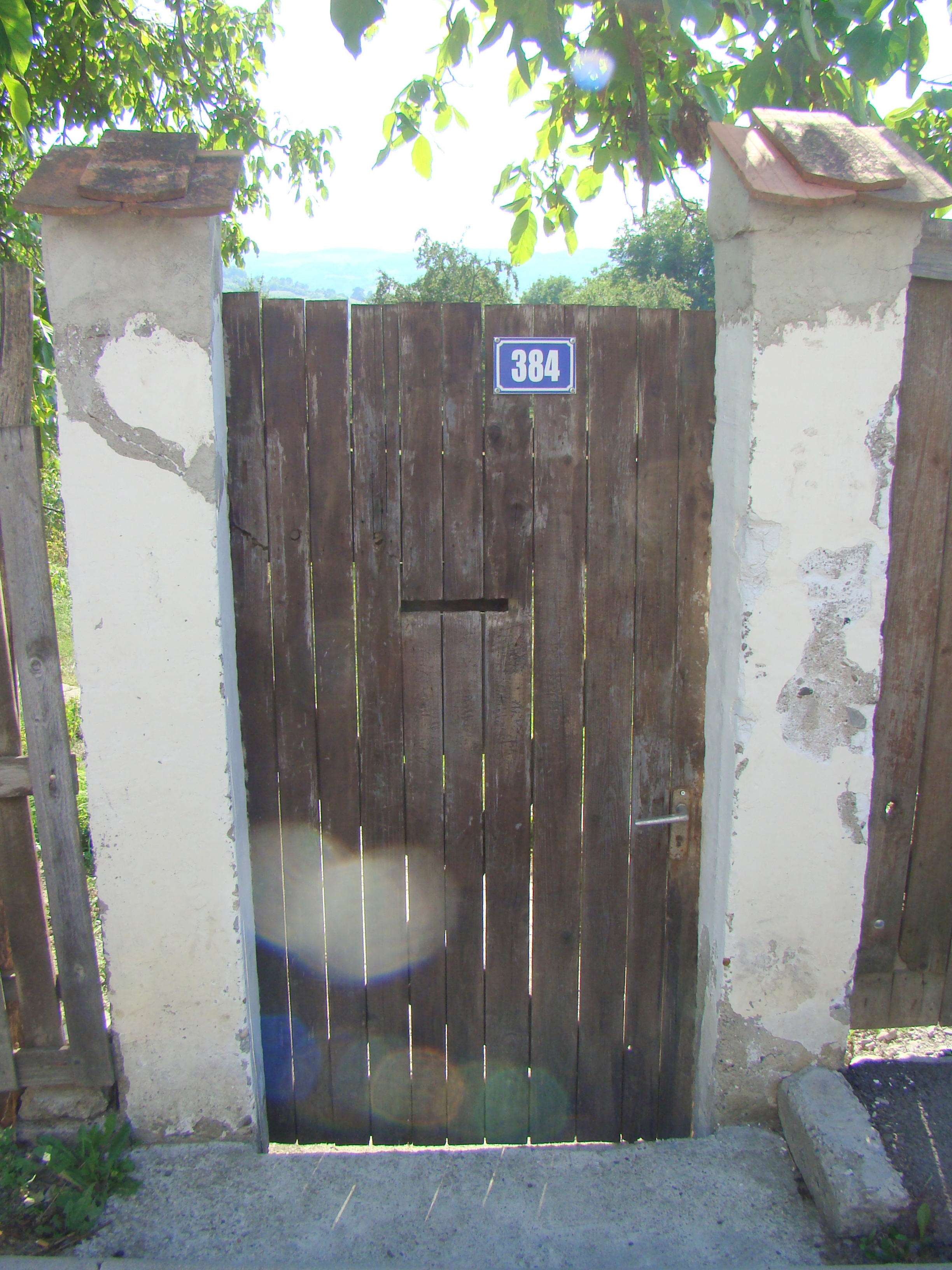
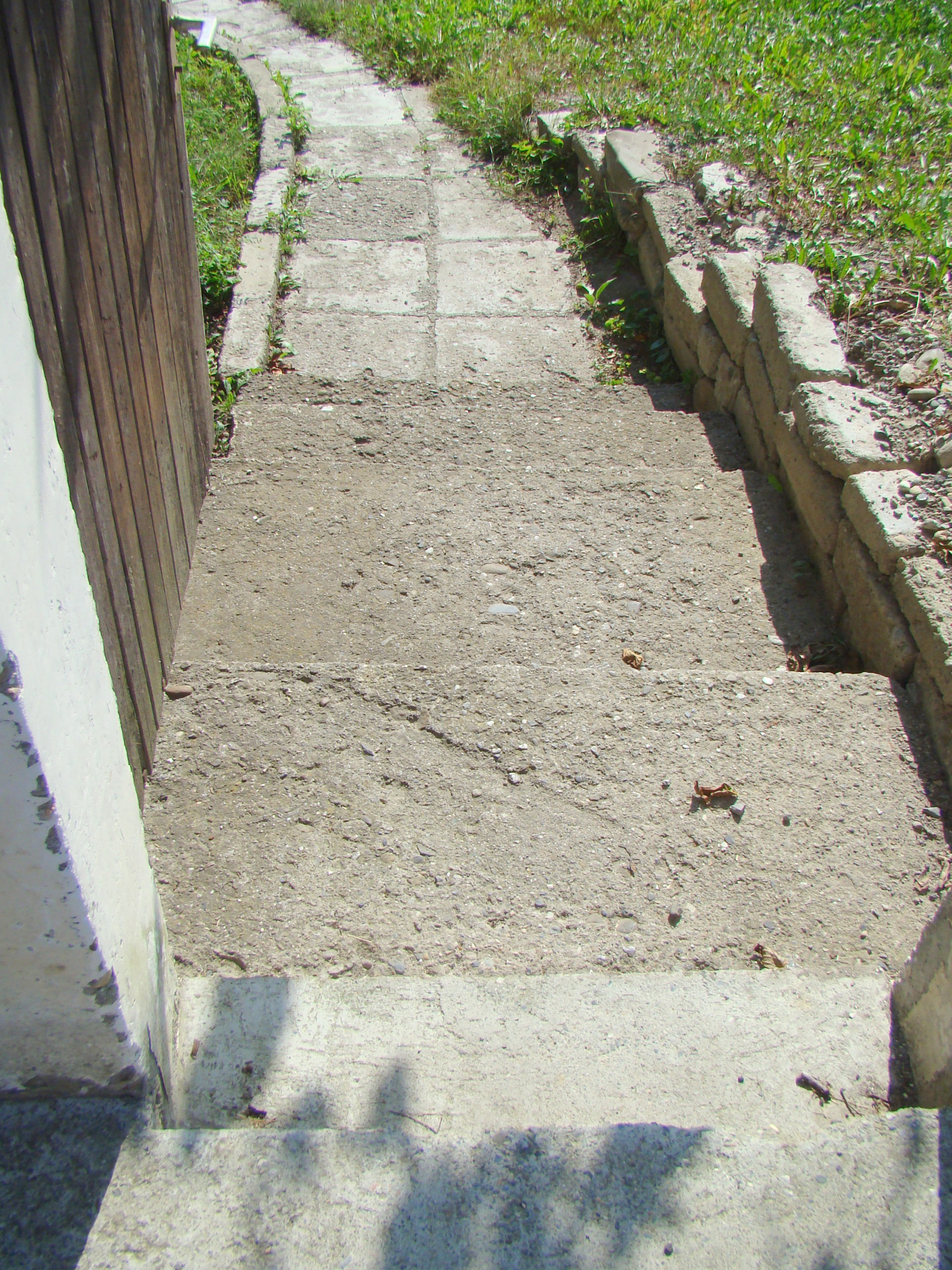
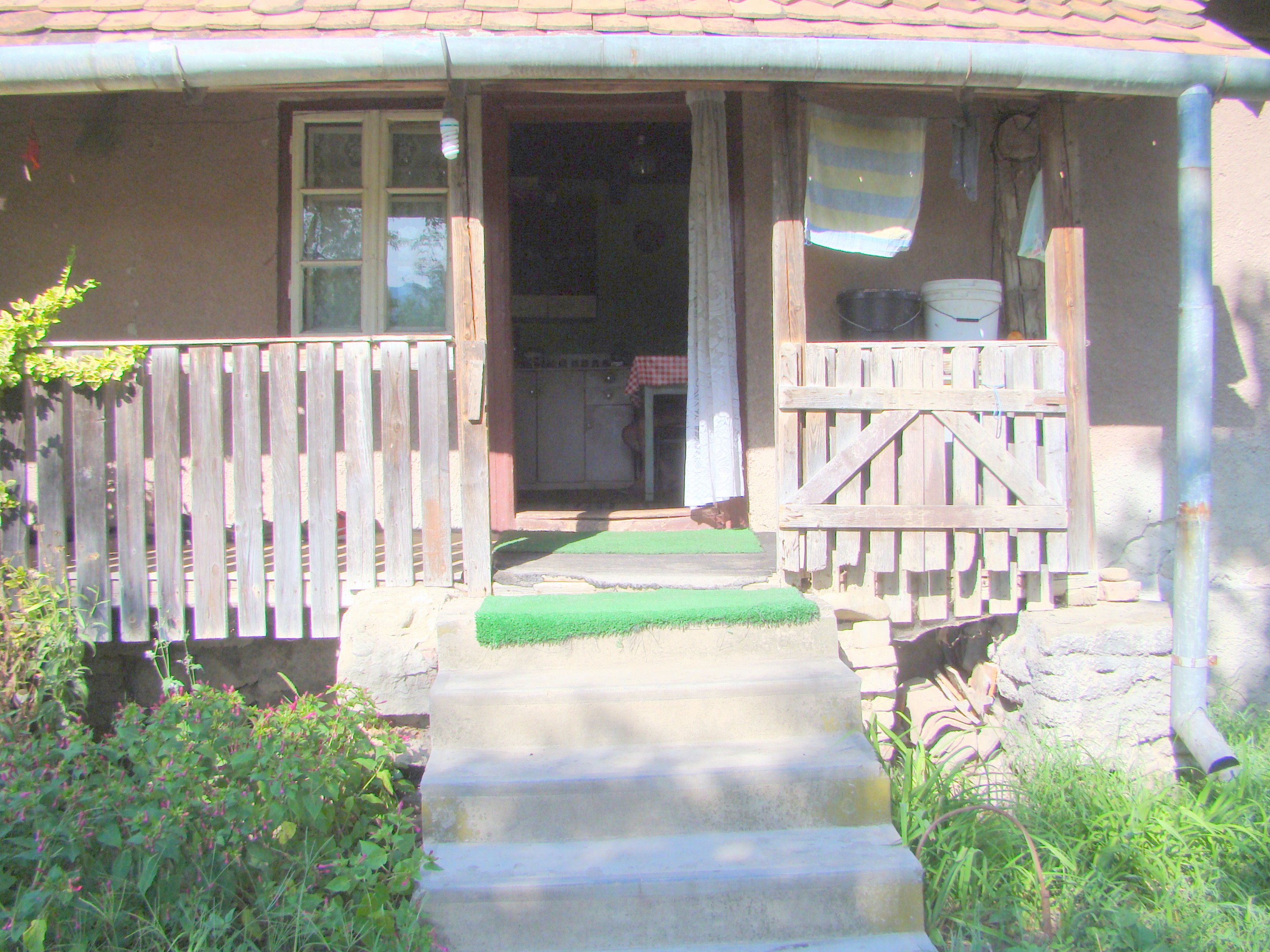
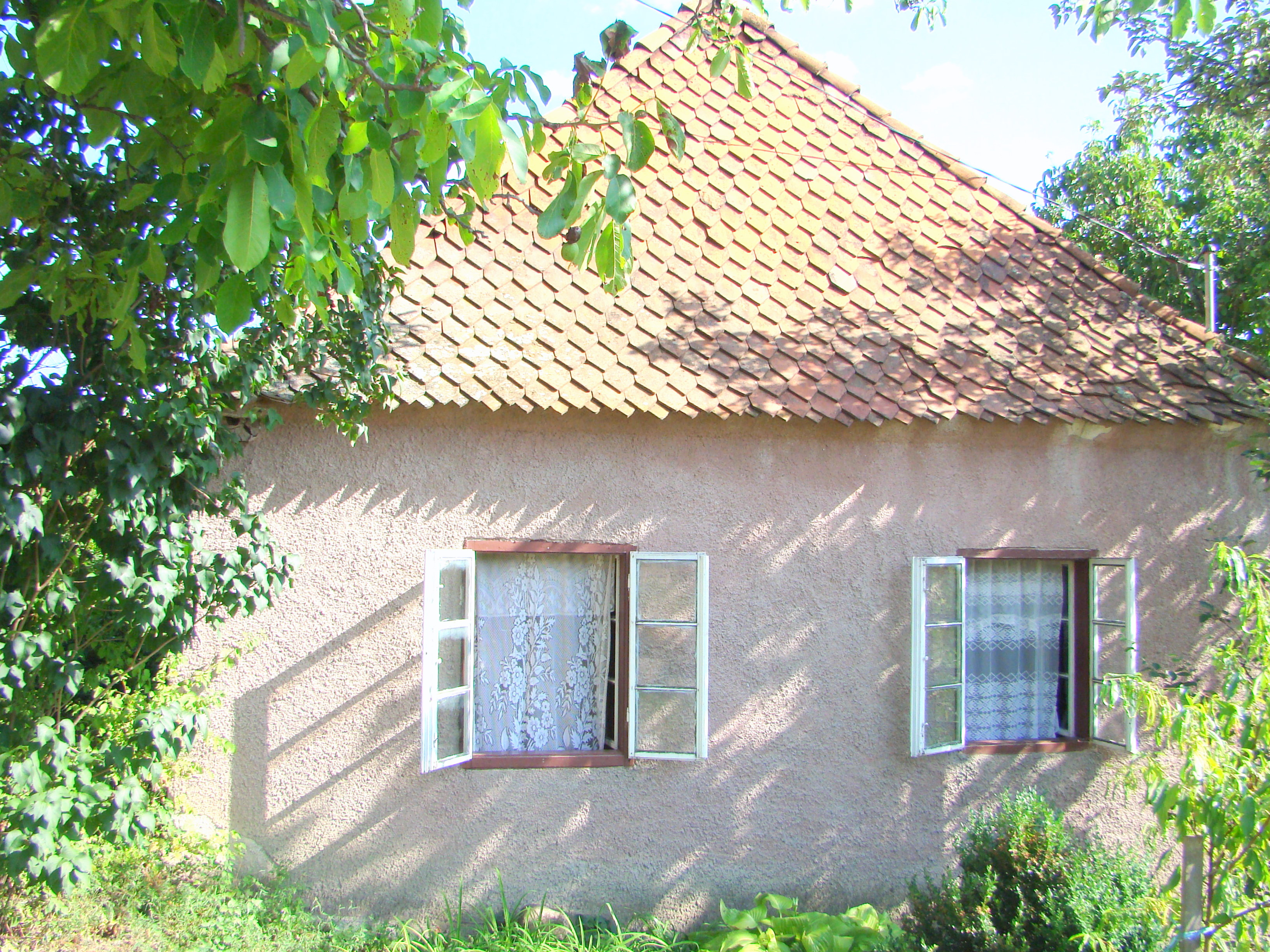
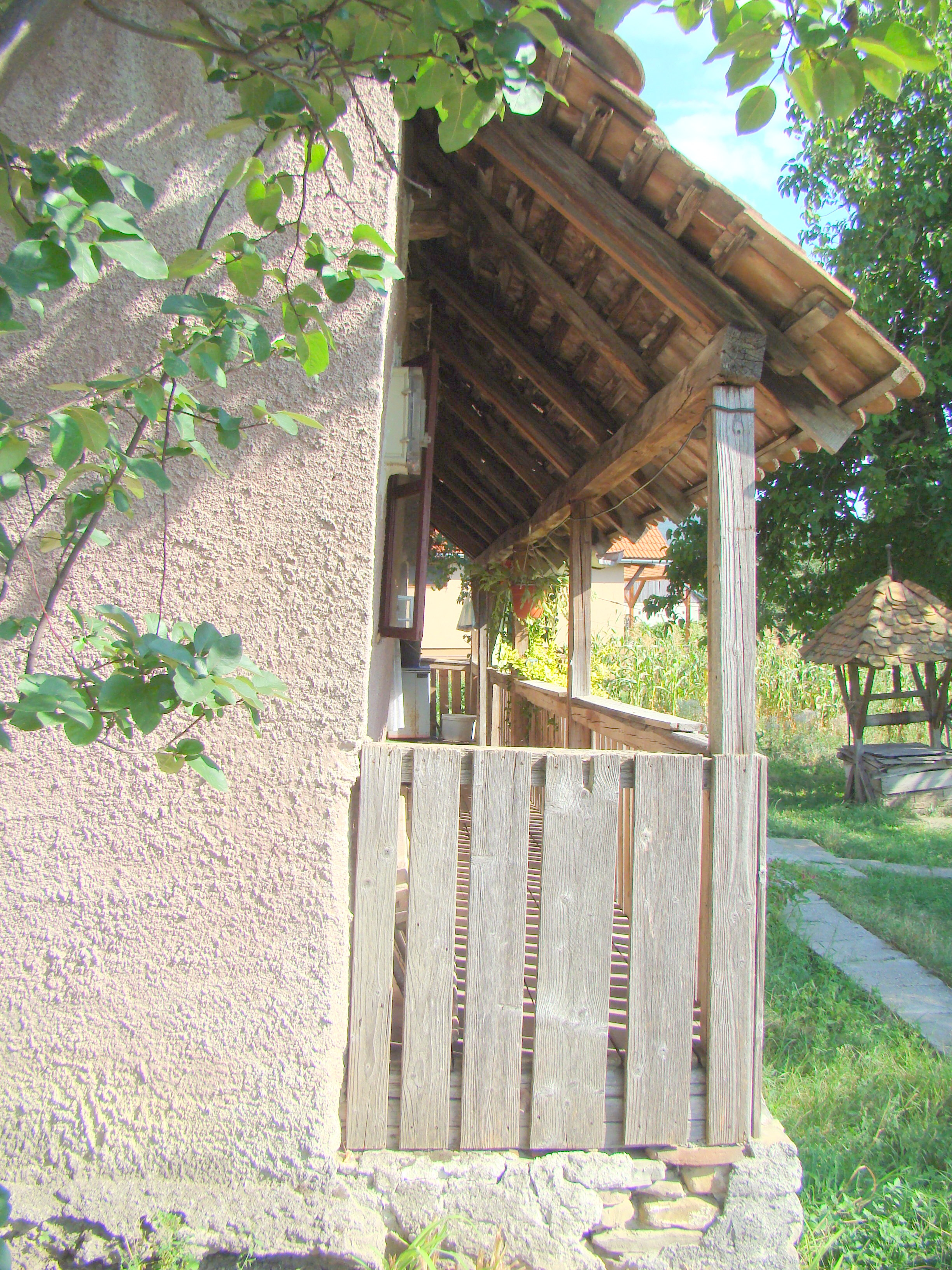
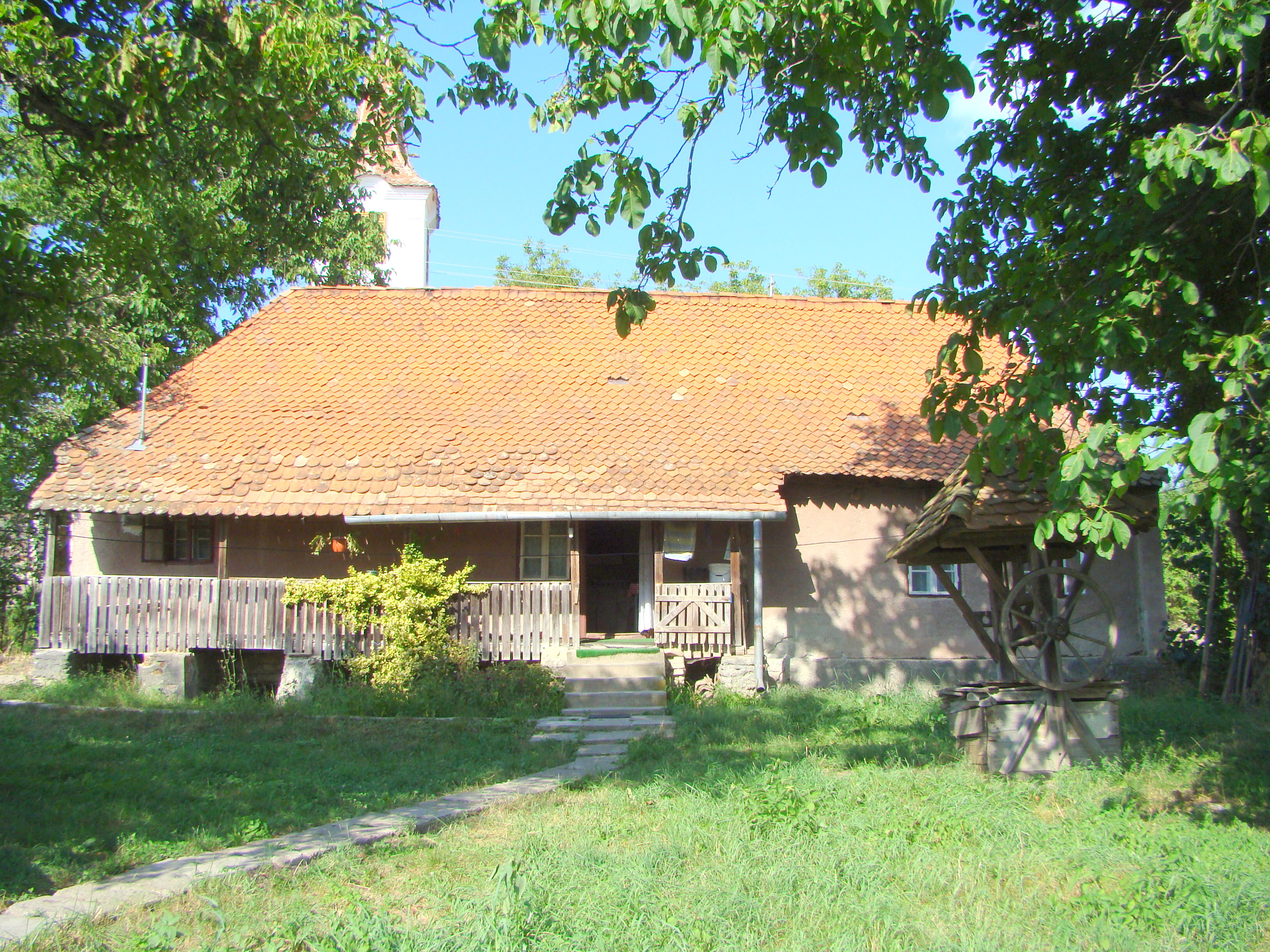
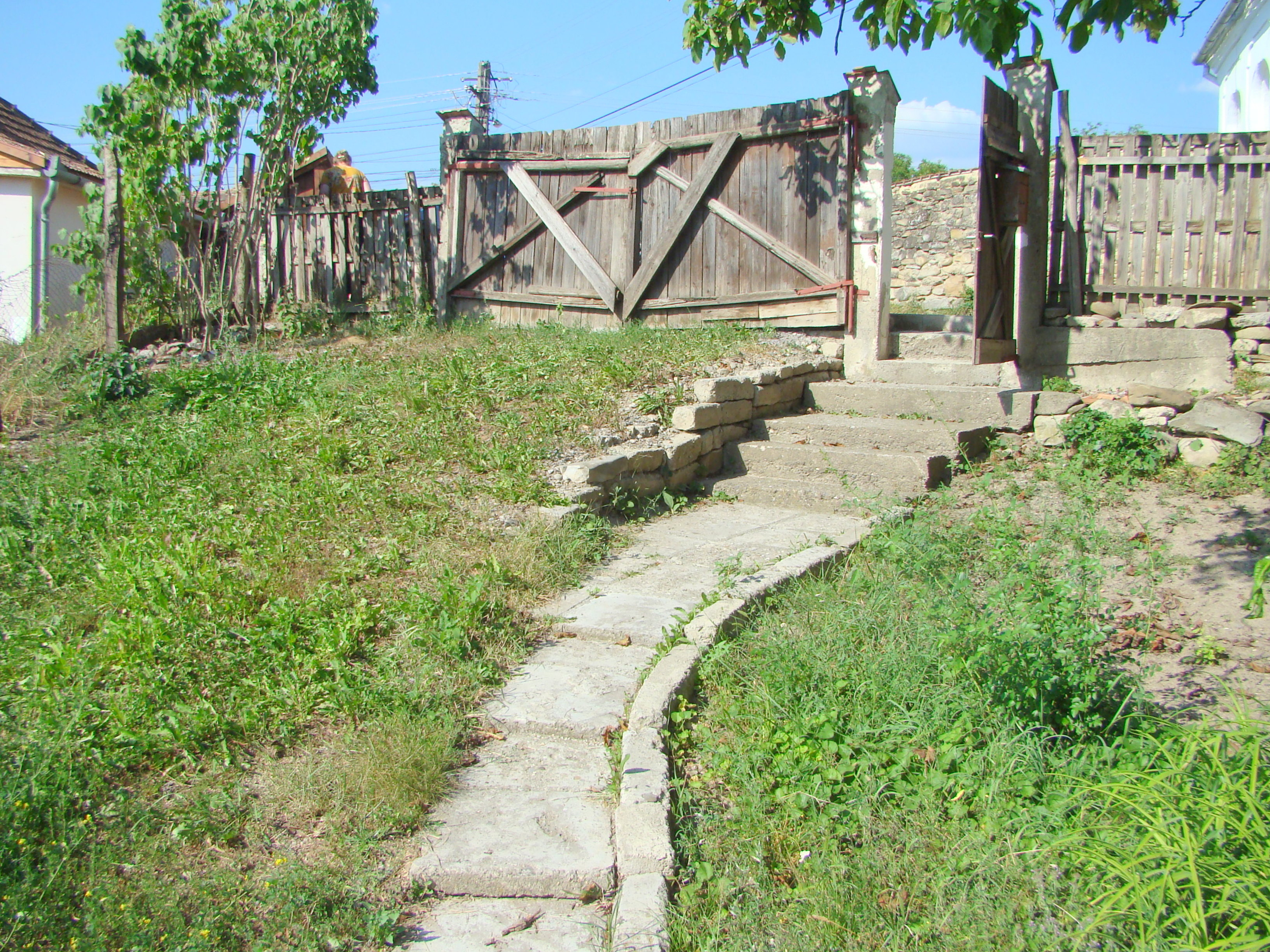
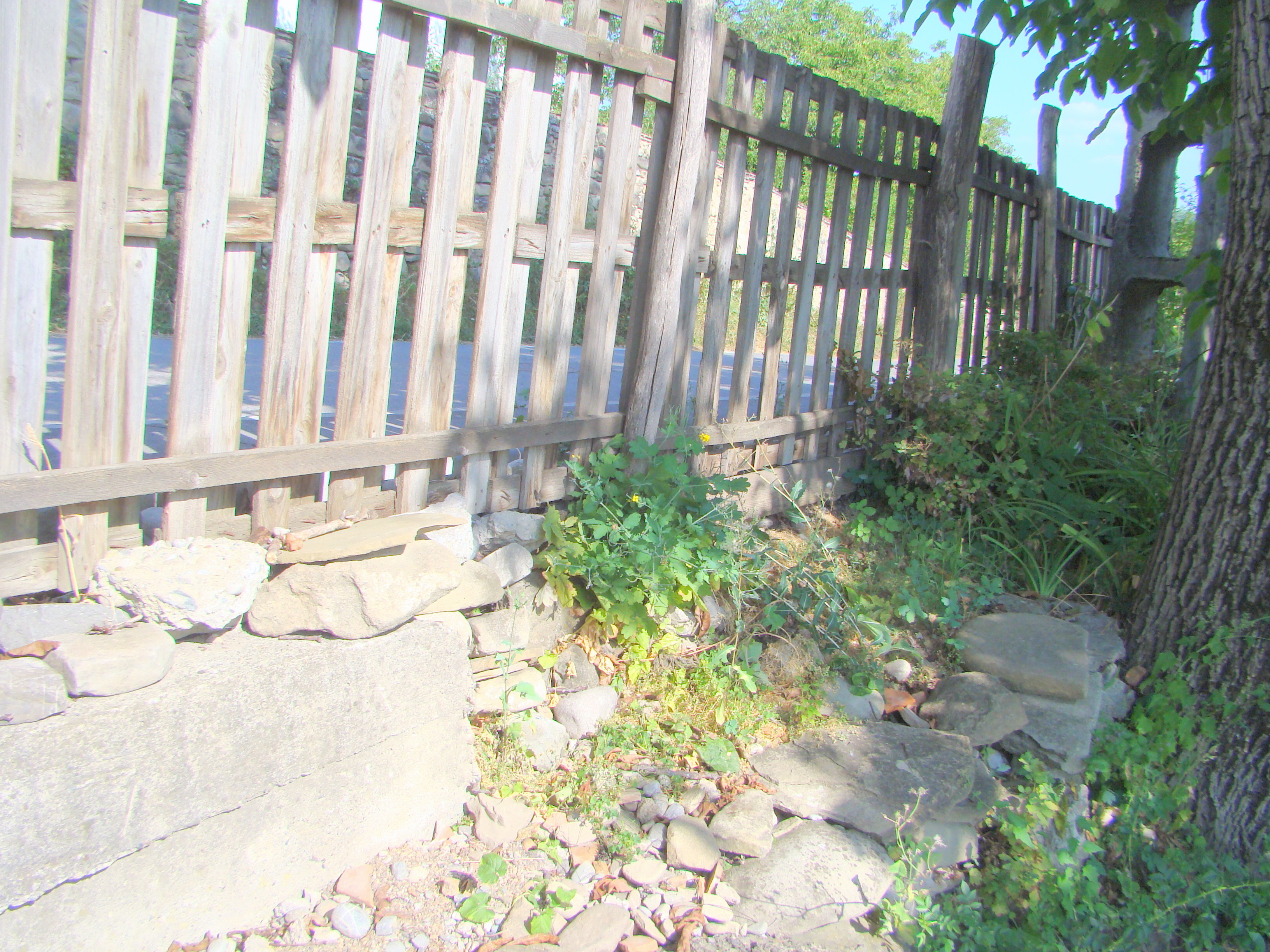